# ガンツ・クライネ・ナハトムジーク
ガンツ・クライネ・ナハトムジーク（ドイツ語: Ganz kleine Nachtmusik） ハ長調 KV 648は古典派音楽の作曲家であるヴォルフガング・アマデウス・モーツァルト（1756–1791）によって書かれたとされる弦楽三重奏曲（ヴァイオリン２、チェロ）である（通奏低音数字はない）。2024年9月、ライプツィヒ市立図書館により、この曲の筆写譜が再発見されたことが公表された。 

## 概要
姉ナンネルは、1800年2月8日にブライトコプフ社に送った手紙のなかで「私は２つのヴァイオリンとバスからなる非常に小さなナハトムジーク eine ganz kleine Nachtmusik [KV 41g] を持っている」と書いており、その曲が今回発見された曲と同一なのではないかと考えられている。ただし発見された筆写譜ではタイトルが "Serenata ex C " となっており、モーツァルトのすべての音楽作品を網羅した権威ある目録である「ケッヘル目録（第9版）」では "Serenade in C "となっている。同目録によれば、作曲時期は1766年から1769年までの間、作曲地はザルツブルクまたはウィーンにて。「真正性が疑わしい作品　Echtheit: zweifelhaft」 としつつ、「モーツァルトが作曲者である可能性が非常に高い Mozarts Autorschaft ist sehr wahrscheinlich.」とのことである。
以下の7つの楽章から構成される。
1. 行進曲 Marche
2. アレグロ Allegro
3. メヌエットとトリオ Menuet mit Trio
4. ポロネーズ Polonoise
5. アダージォ Adagio
6. メヌエットとトリオ Menuet mit Trio
7. Finale. Allegro

## 楽曲の再発見
ケッヘル目録の最新版（第9版）を編集している最中、ライプツィヒ市立図書館に所蔵されていたカール・フェルディナント・ベッカー・コレクションの中から、これまで知られていなかったこの曲の手稿を再発見した。ただし、この手稿はモーツァルトが書いたオリジナルの手稿ではなく、1780年に作成されたコピーである。表紙に「ヴォルフガング・モーツァルト氏の Del Sigℓ: Wofgang [原文ママ] Mozart」と書かれており、「中間の白色の手すき紙に焦げ茶色のインク」を用い、各パートは個別に製本されている。
ドイツの音楽学者ウルリッヒ・ライジンガーは、ザルツブルクの国際モーツァルテウム財団の代表として、「この曲は、アリア、交響曲、ピアノ曲を中心に作曲していた当時のモーツァルトの他の作品と比べて珍しいものである」と述べている。
2024年9月19日、再発見されたこの曲はオーストリアのザルツブルクで初演され、ドイツでは2024年9月21日にライプツィヒ歌劇場で初演された。
2024年9月21日、Score ExchangeとSheetMusicDirectで、この曲の最初の出版楽譜（手稿のパート譜の模写に基づいている）が公開された。